# Visszatérés a kék lagúnába
A Visszatérés a kék lagúnába (eredeti cím: Return to the Blue Lagoon) 1991-ben bemutatott, amerikai romantikus film, amely az 1980-as A kék lagúna című film folytatása. A forgatókönyvet Leslie Stevens írta, a filmet William A. Graham rendezte, a zenéjét Basil Poledouris szerezte, a Columbia Pictures készítette és forgalmazta.
Az Amerikai Egyesült Államokban 1991. augusztus 2-án került mozikba a Columbia Pictures forgalmazásában. Magyarországon 1992. január 3-án mutatták be, szinkronos változattal 1993. január 28-án adták ki VHS-en.

## Szereplők
| Szerep                        | Színész                             | Magyar hang         |
| ----------------------------- | ----------------------------------- | ------------------- |
| Lilli Hargrave                | Milla Jovovich                      | Nyírő Beáta         |
| Lilli Hargrave                | Courtney Barilla (gyerekként)       | Horváth Tímea       |
| Lilli Hargrave                | Emma James (csecsemőként)           | nem szólal meg      |
| Paddy / Richard LeStrange Jr. | Brian Krause                        | Bolba Tamás         |
| Paddy / Richard LeStrange Jr. | Garette Ratliff Henson (gyerekként) | Gerő Gábor          |
| Paddy / Richard LeStrange Jr. | Jackson Barton (csecsemőként)       | nem szólal meg      |
| Mrs. Sarah Hargrave           | Lisa Pelikan                        | Csere Ágnes         |
| Sylvia Hilliard               | Nana Coburn                         | Dudás Eszter        |
| Jacob Hilliard kapitány       | Brian Blain                         | Kárpáti Tibor       |
| Quinlan                       | Peter Hehir                         | Harsányi Gábor      |
| Első kapitány                 | John Mann                           | Uri István          |
| Kearney                       | Wayne Pygram                        | N/A                 |
| Dr. Penfield                  | John Dicks                          | Juhász Tóth Frigyes |

## Televíziós megjelenések
magyar szinkron: RTL Klub, Filmmúzeum / Film Mania, AMC, Filmcafé, Super TV2, Viasat Film, Viasat 2[forrás?]

## Fordítás
Ez a szócikk részben vagy egészben  a   Return to the Blue Lagoon című angol Wikipédia-szócikk fordításán alapul.  Az eredeti cikk szerkesztőit annak laptörténete sorolja fel. Ez a jelzés csupán a megfogalmazás eredetét és a szerzői jogokat jelzi, nem szolgál a cikkben szereplő információk forrásmegjelöléseként.